# Oregon City
Oregon City é uma cidade localizada no estado norte-americano do Oregon, no condado de Clackamas, do qual é sede. Foi fundada em 1829 e incorporada em 1844.

## Geografia
De acordo com o United States Census Bureau, a cidade tem uma área de 26,24 km², dos quais 25,62 km² estão cobertos por terra e 0,61 km² por água.

### Localidades na vizinhança
O diagrama seguinte representa as localidades num raio de 8 km ao redor de Oregon City.

## Demografia
Segundo o censo nacional de 2010, a sua população é de 31 859 habitantes e sua densidade populacional é de 1 214,1 hab/km².

## Marcos históricos
A relação a seguir lista as 29 entradas do Registro Nacional de Lugares Históricos em Oregon City. O primeiro marco foi designado em 15 de outubro de 1966 e o mais recente em 26 de junho de 2020.
- Andrew J. and Anna B. Johnston Farmstead
- Buena Vista Social Clubhouse
- C. S. "Sam" Jackson Log House
- Canemah Historic District
- Capt. John C. Ainsworth House
- Charles C. Babcock House
- Charles David Latourette House
- DeWitt Clinton Latourette House
- Dr. Forbes Barclay House
- Elevador Municipal de Oregon City
- Elizabeth Clark House
- Erwin Charles Hackett House
- First Congregational Church of Oregon City
- Francis Ermatinger House
- George Lincoln Storey House
- Harvey Cross House
- James Milne House
- John and Magdalena Davis Farm
- Morton Matthew McCarver House
- McLoughlin House National Historic Site
- McLoughlin Promenade
- Oregon City Carnegie Library
- Oregon City Masonic Lodge
- Richard B. Petzold Building
- Richard Petzold House
- Walter Rosenfeld Estate
- White-Kellogg House
- William L. Holmes House
- Willamette River (Oregon City) Bridge (No. 357)